# シュタットベルケ
シュタットベルケ（Stadtwerke）およびゲマインデベルケ（Gemeindewerke）とは、ドイツとオーストリアにおける、エネルギー事業を中心とした地域公共サービスを担う公企業のことである。ドイツ語の"Stadt- und Gemeindewerke"を直訳すると「市営・地方公営企業」となり、”Kommunalwerke”（自治体事業）という総称でまとめられることもある。都市・基礎自治体（「ゲマインデ」と呼ばれる）の公益事業を担う自治体の企業（すなわち、1つまたは複数の自治体が過半数を所有する公営企業または混合経済企業）で、特に基本サービスや住民に一般的に関心のあるサービスの分野で、技術サービスや公益事業を市民に代わって提供したり、自治体のインフラを提供したりしている。
ドイツ国内にシュタットベルケが2018年12月現在、1,474社が存在し、社団法人自治体事業協会（VKU：Verband kommunaler Unternehmen）というシュタットベルケ連盟が設立されている。ドイツでは、1998年から電力の完全自由化、2000年から電力自由化や固定価格買取制度（FIT：Feed in Tariff）導入などの背景により再生可能エネルギーなどが事業の大きな軸となっている。ドイツの民間4大大手エネルギー会社の売上合計を上回るシェアを握っている。
日本においても自治体が関与する地域エネルギー事業者が存在するが、電力小売自由化から年次がそれほど経過していないことに加え、電力、ガス、交通は民間が主に担ってきたことなど、ドイツと日本では前提条件が異なる部分が多い。このため、「日本版シュタットベルケ」の実現に向けては、現行の制度、事業環境を踏まえて、目指す姿を検討する必要がある。
日本でも第二次世界大戦以前は、シュタットベルケをモデルとした電気事業が地方都市で展開されていた。
地域公共サービスとしては、公共交通、ガス、電気、上下水道、地域熱供給、廃棄物処理、公共インフラの維持管理、インターネットといったサービスが提供されている。

## 呼称
20世紀末までは、独自の経済事業やインフラ事業を維持するのはほぼ都市のみであったため、そうした自治体事業の総称として「自治体事業」という言葉が定着していた。これは都市という言葉の定義などとも関連する。 しかし、公益事業市場の自由化以降、都市の地位を持たない基礎自治体（ゲマインデ）が同様の事業を設立することが増え、最近では「Stadt- und Gemeindewerke」（都市・自治体公益事業）という言葉がよく用いられる。 ただしStadtwerkeが定着した言葉なので、補足する程度でそのままになっている。この組み合わせにおける「Gemeinde[werke]」は、したがって、すべての種類の自治体の総称としてではなく、非都市部の自治体の総称として成り立っている。総称としては、（実際には同義語の）”Kommunalwerke”という用語がより一般的に使用されている。
特に都市部以外のゲマインデの場合、様々な別の呼称が見られる。例えば、市町村合併の場合、種類に応じて、”Verbandsgemeindewerke”（連合自治体）、”Kreiswerke”（郡）などが挙げられる。工場の代わりに、（技術）サービスまたは業務、ビジネス、サービスまたは供給業務という呼称もある。市場共同体では、”Marktwerke”という呼称も使われることがある。
これらの呼称はすべて、複数形の名詞のように、専ら複数形で使用される。
”Stadtwerke”という呼称は、法人税法ではこれらの活動を "公益事業 "と定義しているが、法律用語として定着しているわけではない。時折、民間企業に対しても「自治体公益事業」という呼称が用いられることがあるが、これは民間企業の適切な呼称として独占禁止上違法とされている。

## 歴史
元々、民営であったこれらの事業が公営化されたのは、19世紀末の自治体社会主義の動きからである。
しかし、特に1980年代から1990年代にかけては、自治体の財政再建を目的とした民営化の一環として、自治体事業の一部または全部が民間企業や投資家グループに売却されたり、民間企業に業務が委譲されたりすることが多くなった。
ベルリンの壁崩壊後、新しい連邦国家のエネルギーインフラをどうするかという問題が議論された。1992年12月22日、連邦憲法裁判所における和解により、東ドイツの各自治体は、それぞれの自治体地域の電力・ガス資産に対する権利と、自治体独自の公益事業を設立する権利を持つに至ったのである。こうして、ドイツの大規模な相互接続された電力会社の支配下での寡占的な供給構造が阻止され、新しい連邦州における多元的なエネルギー産業が支持された。
2000年以降、いわゆる自治体再編が相次ぎ、一部は市民の請願や住民投票によって支持され、提供されるサービスの一部が自由市場との競争で行われるようになったり（特に電力とガスの配給）、新規契約時に入札が義務づけられたりしている。

## 法的地位と組織
ドイツとオーストリアでは、地方自治体の公益事業は、公法上の会社（”Eigenbetrieb”、”Regiebetrieb”、”Anstalt des öffentlichen Rechts”）としても、私法上の会社（GmbHまたはAG）としても組織できる。 私法上の組織の場合、”Stadtwerke Köln”など、事業会社に対して出資する持ち株会社として構成されているものがある。
シュタッドベルケは地方自治体の法規制に従う。シュタットベルケの使命は、”Daseinsvorsorge”とも呼ばれる公共目的の追求であり、これには、生存や基礎文明の確保という意味で、住民に必要な財やサービスの基本的供給を確保する国家の機能が含まれる。したがって、公共部門は、生活必需品を手頃な価格で確保する責任を国民に対して負っている[9]。供給と廃棄、インフラと公共交通の保証は強制的な地方自治体の使命であり一般の関心の自治体サービスの需要な要素である。すなわち、公共部門は住民に対し生活必需品を手頃な価格で確保する義務を負う。また、公共部門は公共交通の予測の責任を負う。
地方自治体の公共事業がネットワーク事業者である限り、規制当局の規制を受けることになる。特に、この当局はネットワーク運営のための収入上限を設定し、そこからネットワーク料金が決定される。
地方自治体の公共事業が提供する代表的なサービスには、以下のようなものがある。

### 供給と廃棄
- エネルギー供給（エネルギーサービスおよびコンサルティングを含む）
  - 電力供給（電力の供給、計測点の操作、配電網の操作、以前は発電所も含む）
  - ガス供給（ガスの供給、計量点操作、配管網の操作、以前はガス工場も含む）
  - 地域暖房の供給（配管網および暖房プラントの運営）
- 水の管理
  - 水供給（配水網、貯水施設、上水道の運営）
  - 廃水処理（収集ネットワークおよび廃水処理プラントの運営）
    - 産業排水・生活排水
    - 雨水の収集と貯水（下記の水質規制を参照）
- 情報通信（歴史的経緯があり、現在はほぼ民営化されている）
  - 電気通信事業（電話、ケーブルテレビ、インターネットなどのケーブルネットワークの運営）
  - 郵便事業
- 廃棄物処理
  - 廃棄物処理（廃棄物の収集、および該当する場合は、収集場所、分別およびリサイクル施設、埋立地または焼却場の運営）
  - 廃水処理（上記、項目「水管理」参照）
  - 道路清掃（下記「交通インフラ」参照）

### インフラストラクチャー
自治体のインフラ施設の提供（建設、保守・メンテナンス-新しいドイツの施設管理、...）
- 交通・輸送インフラ（下記「公共交通」の項も参照）
  - 道路整備：道路清掃、冬期サービス、...
  - 街路灯、標識、安全装置、信号機
  - 屋内駐車場・屋外駐車場
- 水管理
  - 水路・港湾施設
  - 水量の調整（ダム、洪水防止施設の運用）
  - 堤防の安定化、橋梁、歩道橋、...
- 教育、文化、スポーツ、社会サービスのための公共建築物および施設
  - スイミングプール（屋外・屋内）
  - 緑地、運動場、バーベキュー場、市民農園、市場、見本市会場
  - 墓地、喪に服するホール、火葬場、埋葬地
  - スポーツホール・グラウンド、多目的ホール
  - 学校、幼稚園、青少年・イベントセンター、公民館、...
  - 図書館、劇場、美術館
  - 病院、老人ホーム、住宅用家屋
  - 防衛・災害対策施設（避難所、サイレン等）、消防署及びレスキューステーション、...
  - 自治体庁舎、公務員宿舎

### 公共交通機関
自治体には、自治体内の公共交通（ÖPNV：den Öffentlichen Verkehr im Gemeindegebiet）を提供する責任と義務がある。すべての市民の交通の適切な利用を提供し、モビリティを確保しなければならない。
大規模な自治体では、公共交通（ÖPNV）の分野を別の交通会社に委託していることが多い。
- 道路交通：バス（市バス、地域のバス）、タクシー、乗り合いタクシー
- 鉄道輸送：ライトレール／路面電車／郊外電車／地下鉄／ケーブルカー
- 水上輸送：フェリー／定期船（係留所を含む）
- 航空輸送：飛行場

輸送事業には、必要なインフラストラクチャーも含まれる（上記「インフラストラクチャー」の項参照）。

## 協会

### 利益団体
ドイツでは、自治体企業協会（VKU：den Verband kommunaler Unternehmen）や連邦公共サービス協会などを通じて全国的な利益を代表している。オーストリアでは、オーストリア公共経済・地域経済協会（Austrian Association of Public and Community Economy：Verband der Öffentlichen Wirtschaft und Gemeinwirtschaft Österreichs）が同様の役割を担っている。
欧州レベルでは、自治体公益事業者は、セクターを超えた欧州公的参加企業および一般経済利益企業センター（英語：European Centre of Enterprises with Public Participation and of Enterprises of General Economic Interest：CEEP）および欧州エネルギー供給企業グループ（GEODE：European Groupement Européen des entreprises et Organismes de Distribution d'Energie）に組織されている。

### 合弁会社（協会）
特に1990年代末のエネルギー市場の自由化以降、多くの自治体の電力会社が合弁事業やコンソーシアム（共同事業体）を組み、相乗効果を発揮することで、これまで優勢だったエネルギーグループへの対抗手段として、市場に参入してきた。最も重要な目的は以下の通りである：
- 共同調達により、エネルギー取引においてより有利な購入価格を実現する。
- 発電所を中心とした大型技術設備の共同開発、建設、運営を行い、稼働率の向上、運営コストの削減、収益の向上を実現する。
- 共同管理・サービスにより人材の有効活用とコストダウンを図る。

#### 事例紹介
- Thüga（買い戻し/再共有化後）

## 日本のシュタットベルケ
地方自治体や地域住民、地場企業などが出資を行い、地産地消発電事業を担うことが多い。
多くが電力小売りで黒字を維持しており、他の公共サービスへ補填している。
電力の配電網の6割や地域の熱導管を自前で所有していることから、分散型電源を地産地消する取り組みが近年進んでいる。
電力の1次エネルギーについては、天然ガス等から、廃棄物やバイオマスを用いたコージェネ発電への切替が進んでいる

### 施策の方向性[5]
- 取り組みの契機
  - 日本版シュタットベルケの取り組みは、多岐にわたる地域課題の解決を目的とするものであり、自治体をはじめ、地域企業、住民等の関係者の協働が重要

- まちづくり活動の促進
  - 地域エネルギー会社は地域課題の解決ツールやプラットフォームとして期待されており、その強みである地域密着型のサービスを提供していくことが重要

- 事業スキームの構築
  - 新規法人を設立して事業に参入する場合、ノウハウや資金調達のため地域外の大手企業の協力を得ることも有効と考えられるが、地域経済循環や雇用創出といった地域への波及効果を拡大していくためには、地域の企業や人材の参画を増やしていくことが望ましい

- 持続可能な活動の実現
  - まちづくり活動の原資となる収益の確保のためには、出来るだけ低廉で安定したエネルギー源の確保に努め、事業運営の内製化や事業者間の広域連携など、コスト縮減や経営の効率化を図ることが必要であるが、行き過ぎた価格競争によらず、適正な価格設定のもとで付加価値の提供によって顧客の維持拡大を図ることが重要

### 日本での事業例

#### みやまスマートエネルギー株式会社（福岡県みやま市）[5]
「みやまスマートエネルギー株式会社」は2015年（平成27年）2月18日に設立された。シュタットベルケの仕組みを、日本版に発展させた、日本で最初のシュタットベルケである。メガソーラー（５ＭＷ）による発電事業や、一般家庭からの余剰電力の小売りによって得られた収益の一部を地域の公共サービスに還元している。 持続可能な再生可能エネルギーの地産地消を推進し、地域の自治体や住民の皆さんと一体となって様々な地域課題の解決に取り組み、事業の収益を追求し、地域へ還元することで地域に愛され続ける会社を目指すことを理念としている。

#### 新地スマートエナジー株式会社（福島県新地町）[5]
新地町では環境未来都市構想の実現に向けて、エネルギーの地産地消の実現を目指し、多様な地域分散・自立型エネルギー供給の事業化を検討してきた。事業化検討過程においては、平成 27年度環境省グリーンプラン・パートナーシップ事業の採択を受け事業化可能性調査を行い、また平成28年度スマートコミュニティ導入促進事業の採択を受け、マスタープランを策定し認定を受けたことで、平成 28 年度から 30 年度スマートコミュニティ導入促進事業のうち構築事業の実施に移行し、事業を運営する新会社「新地スマートエナジー株式会社」が設立された。電源構成は町所有の電源（太陽光 2 施設・コージェネ 5 基）から成る。事業とし、「地域エネルギーセンター事業」：JR 常磐線新地駅周辺地区において、相馬 LNG 基地からの天然ガスを活用して、地域エネルギーセンターから新地駅周辺施設へ熱電 供給および CO2 の供給を行う 「地域エネルギーマネジメント事業」：JR 常磐線新地駅周辺地区において、地域内 のエネルギー需給バランスの最適化を行う。

#### ほうとくエネルギー株式会社・湘南電力株式会社（小田原市）[5]
持続可能なまちづくりに向けた取組を推進。小田原市は「第 5 次小田原市総合計画 おだわら TRY プラン」（後期基本計画（平成 29 年度～平成 34 年度））7において計画の重点テーマの一つとして「豊かな自然や環境の保全・充実」を挙げ、再生可能エネルギーの地域自給に向けた取り組みを推進することとしており、再生可能エネルギー関連条例の制定や小田原市エネルギー計画の策定などを進めている。
ほうとくエネルギー株式会社はメガソーラー発電を主な事業として、平成 24 年 12 月に地元企業 24社の出資により設立された。平成 25 年度からは「小田原市太陽光発電屋根貸し事業」に取り組み、メガソーラー発電と併せて約 2MW の発電能力を有している。ほうとくエネルギー株式会社には、38 社の地域事業者、市民ファンドからの出資を受けた。
湘南電力株式会社は、もともと平塚市に拠点を置く PPS 事業者（特定規模電気事業者）であったが、地元企業（小田原ガス株式会社 25%、株式会社古川 25%、ほうとくエネルギー株式会社、株式会社ニッショー、小田原衛生グループ等）等が中心となって、株式の 8 割を取得し、小田原資本の地域新電力（需給調整・市場からの調達）として再始動した。

#### いこま市民パワー株式会社（生駒市）[5]
平成 26 年 3 月に環境モデル都市に選定された生駒市は、環境モデル都市アクションプランにおいて、新電力事業の設立検討を盛り込んだ。電源構成は、生駒市所有の電源（太陽光 6 施設・小水力 1 施設）、市民共同太陽光発電 所（4 基）、民間事業者による木質バイオマス発電（市内で発生する剪定 枝、木くずも使用）、大阪ガスからの調達から成っている。電力事業としては規模が小さく、大規模事業者との競争では価格優位性を保てないため、地域貢献に主眼をおいた事業展開を志向し、市民団体からの出資により、市民と地域エネルギー事業を結び付けている特徴がある。

#### ローカルエナジー株式会社（米子市）[5]
エネルギーに関する取り組みとしては、「よなご 2020 プラン 米子市都市計画マスタープラン」（平成16 年 3 月）において「地球にやさしい行動の目標・省エネルギー型・新エネルギー利用のまちづくり」を掲げている。以下の項目から構成される。
- コージェネレーションシステムや未利用エネルギー（工場排熱等）の有効利用システムの活用推進
- 公共空間の屋外照明の適正化
- 自然エネルギーの導入の検討
- 断熱・通風性等に配慮した建築物（環境共生住宅等）の導入の検討

電力構成は、陽光発電（太陽光）24 か所 バイオマス発電 1 か所、地熱発電 1 か所、小水力発電 1 か所から成る。
特徴として以下が挙げられる。
- 蓄電池を活用した仮想発電所（VPP：Virtual Power Plant）（市場単価が高い時間帯に蓄電池から放電し、VPPのインセンティブ計算のベースラインに AI 予測単価を活用）
- AI を活用した電力需給予測（FIT（Feed in Fariff：固定価格買取制度） 電源の原価（回避可能費用）は市場連動単価のため、市場単価の予測を AI を活用して実施中）
- ブロックチェーンの活用（太陽光発電設置住宅の自家消費分の再エネ価値をブロックチェーン技術により認証し、取引する実証に参画）

#### 有明エナジー株式会社（荒尾市）[5]
荒尾市では現在、太陽光やバイオマスなどの再生可能エネルギー発電施 設の立地が進んでいる。平成29年11月に荒尾市、三井物産株式会社及び株式会社グローバルエンジニアリングの民間企業2社との間で、「地域エネルギーの有効活用等を中心としたまちづくりに関する連携協定」が締結された。電力構成は、荒尾市内メガソーラー（ソフトバンク熊本荒尾ソーラーパーク）、JEPX からの調達による。事業内容は以下の通りである。
- 蓄電池等を活用したエネルギーマネジメント
- 次世代自動車等の電動インフラ関連の取組
- CO2 削減等の環境対策関連
- 遊休施設の有効活用に関する取組
- 公共インフラの効率化の促進に関連する取組
- IT 教育関連の取組
- その他の地域社会の活性化に関連する取組

## 参照
- 都市・自治体の公共事業一覧 （Liste von Stadt- und Gemeindewerken:ドイツ語版）
- ドイツ国内での地方自治体の発電能力と自然エネルギー比率（グラフと統計）Grafiken und Statistiken: Energiewirtschaft[20]

## 文献
- Dietmar Bräunig, Wolf Gottschalk （Hrsg.）: Stadtwerke. Grundlagen, Rahmenbedingungen, Führung und Betrieb. 1. Auflage. Nomos, 2012, ISBN 978-3-8329-7250-9
- Horst Wildemann: Stadtwerke: Erfolgsfaktoren europäischer Infrastruktur- und Versorgungsdienstleister. 1. Auflage. TCW Transfer-Centrum, München 2009, ISBN 978-3-937236-90-2.
- Franz Schuster: Kommunale Betriebe （= Arbeitshefte zur Kommunalpolitik. Band 4）. 2. Auflage. Kommunal-Verlag, 1990.
- Michael Reich, Adrian Wepner: Zentrale Herausforderungen für Stadtwerke. Hansebuch, Hamburg/Berlin 2004, ISBN 3-937613-15-3.
- Erich Gruner, Beat Junker: Bürger, Staat und Politik in der Schweiz. Lehrmittelverl, Basel 1972, OCLC 601004769